# Lophoptera rubicunda
Lophoptera rubicunda är en fjärilsart som beskrevs av Embrik Strand 1917. Lophoptera rubicunda ingår i släktet Lophoptera och familjen nattflyn. Inga underarter finns listade i Catalogue of Life.